# Отрив (Жер)
Отри́в (фр. Auterive) — коммуна во Франции, находится в регионе Юг — Пиренеи. Департамент — Жер. Входит в состав кантона Ош-Сюд-Эст-Сесан. Округ коммуны — Ош.
Код INSEE коммуны — 32019.

## География
Коммуна расположена приблизительно в 610 км к югу от Парижа, в 70 км западнее Тулузы, в 8 км к югу от Оша.
По территории коммуны протекает река Жер.

## Климат
Климат умеренно-океанический. Лето жаркое и немного дождливое, температура часто превышает 35 °С. Зимой часто бывает отрицательная температура и ночные заморозки. Годовое количество осадков — 700—900 мм.

## Население
Население коммуны на 2010 год составляло 537 человек.
| 1962 | 1968 | 1975 | 1982 | 1990 | 1999 | 2010 |
| ---- | ---- | ---- | ---- | ---- | ---- | ---- |
| 270  | 316  | 416  | 469  | 490  | 508  | 537  |

## Администрация
| Период | Период | Фамилия     | Партия                  | Примечания |
| ------ | ------ | ----------- | ----------------------- | ---------- |
| 2001   | 2020   | Жерар Малом | Социалистическая партия |            |

## Экономика
В 2010 году среди 351 человека трудоспособного возраста (15-64 лет) 254 были экономически активными, 97 — неактивными (показатель активности — 72,4 %, в 1999 году было 73,7 %). Из 254 активных жителей работали 237 человек (117 мужчин и 120 женщин), безработных было 17 (7 мужчин и 10 женщин). Среди 97 неактивных 36 человек были учениками или студентами, 50 — пенсионерами, 11 были неактивными по другим причинам.

## Фотогалерея

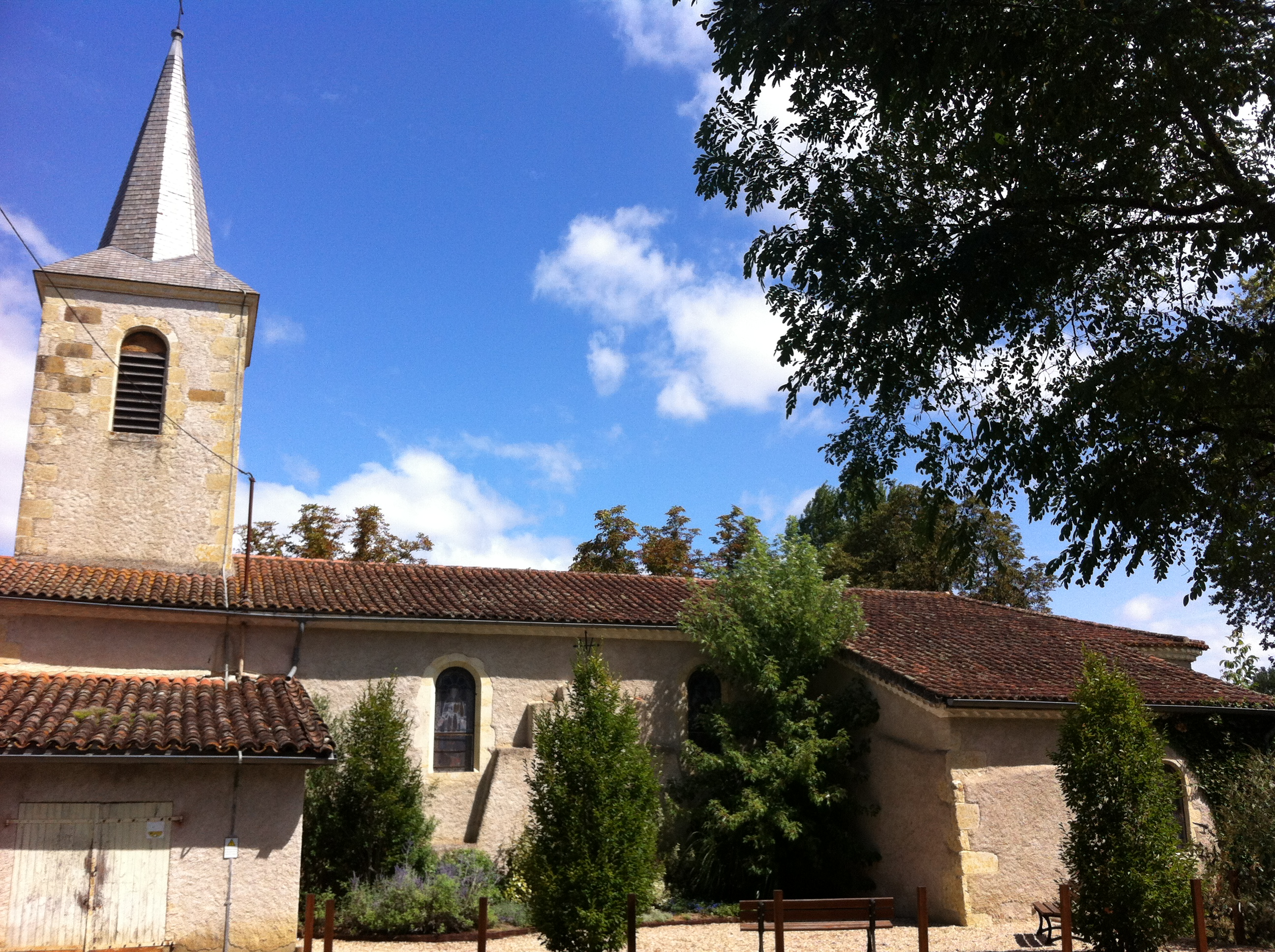
Церковь
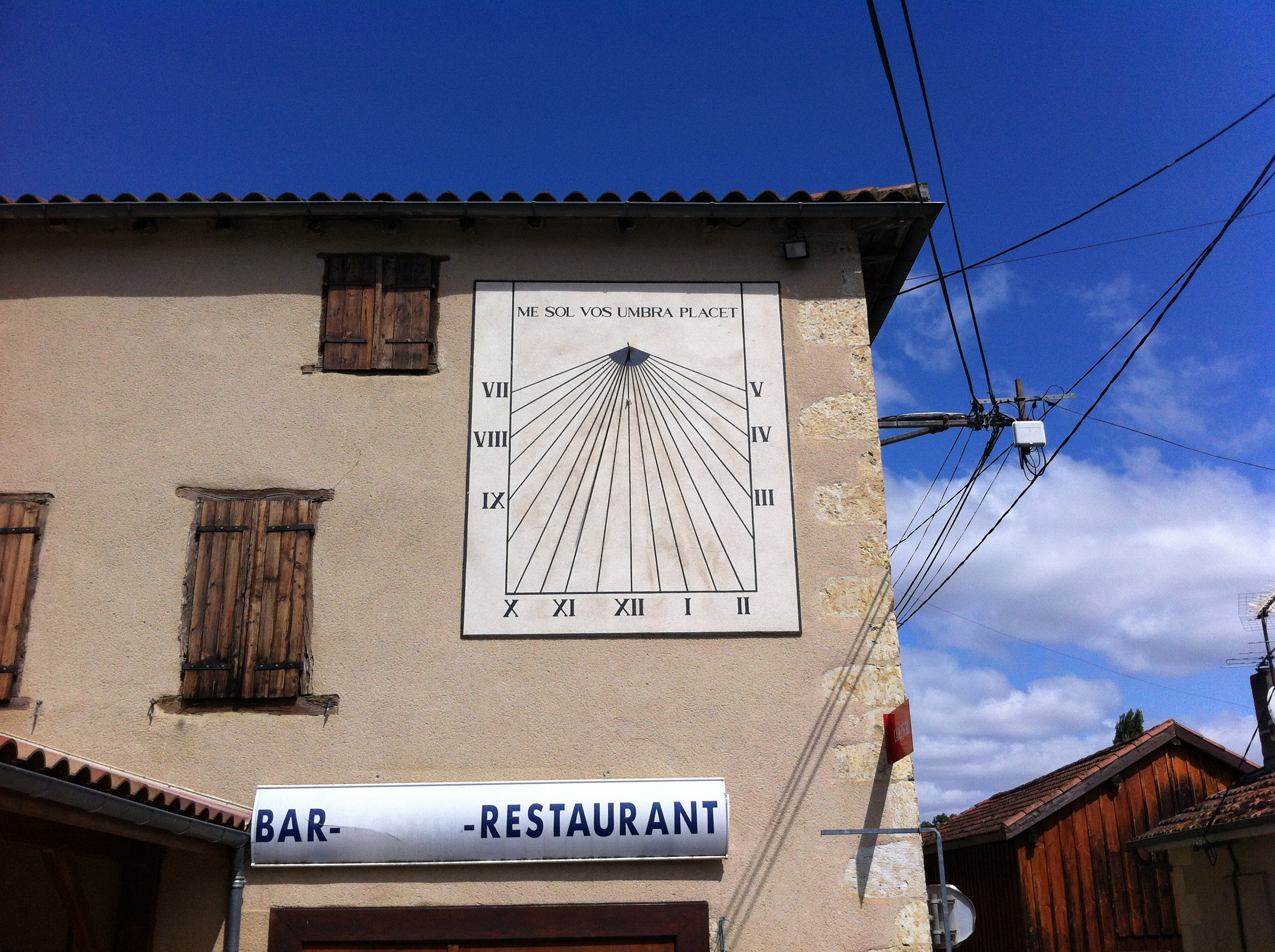
Солнечные часы
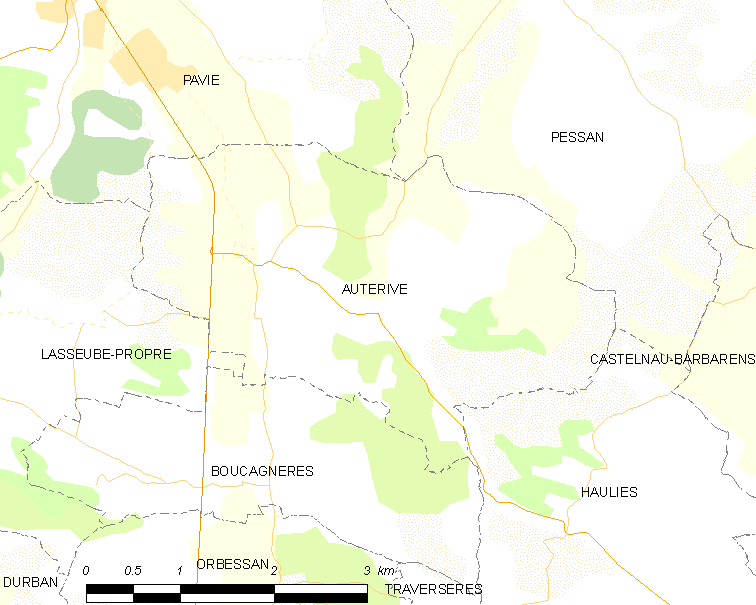
Карта коммуны